# Всесвітній клуб одеситів
Всесвітній клуб одеси́тів — громадська організація, яка за словами засновників, викликана об'єднати всіх тих, незалежно від місця проживання, віку, національної приналежності й політичних поглядів, переконань, хто любить Одесу й відчуває себе одеситом, хто хоче взяти участь в її відродженні. Девіз клубу: «Одесити всіх країн, єднайтесь!».

## Історія утворення
Наприкінці XX століття Одеса, місто яке було населено іммігрантами, перетворилась в місто емігрантів. Вихідці з Одеси розселились по багатьом країнам світу, продовжуючи при цьому неформальні зв'язки з Одесою та своїми минулими земляками. За ініціативою Михайла Жванецького, якому прийшла ідея створити формальну всесвітню організацію одеситів, клуб відкрився в ніч з 6 по 7 листопада 1990 року. Михайло Жванецький був обраний Президентом клубу, двома віце-президентами стали Євгеній Голубовський, одеський журналист, та Валерій Хаїт, в минулому капітан видатної одеської команди КВК. Клуб розмістився на перехресті вулиць Маразліївська та Базарної.
До складу Всесвітнього клубу одеситів та його Президентської ради входять люди, що складають інтелектуально-духовну еліту Одеси: вчені, музиканти, художники, артисти, письменники, краєзнавці, промисловці, банкіри, юристи, лікарі. Принцип прийому не змінювався з часу утворення клубу: новачок має заплатити вступний внесок й заручитись рекомендаціями двох членів Клубу; в подальшому необхідно платити щомісячні внески. До Клубу приймають всіх, хто в теперішній час живе в будь-якій точці світу. Одесити діаспори називаються «віртуальними» членами Клубу.

## Мета клубу й практична робота
Клуб створювався для спілкування, обміну новинами, для помочі Одесі в зберіганні її історичної та культурної спадщини, для підтримки талановитої молоді, що здатна продовжити традиції Одеси творчої, торгової й промислової.
Клуб є ініціатором багатьох міських акцій — під його егідою проводяться виставки, фестивалі, творчі конкурси. В Клубі присутня художня галерея, в якій виставляють свої роботи художники та фотографи з Одеси і других міст та країн. В ньому же проходять презентації книг, що вийшли в Одесі, прес-конференції з гостями міста. Клуб є містом зустрічі молодих одеських письменників та поетів, такі зустрічі отримали назву «Зелена лампа». Клубом ініційована установка багатьох меморіальних дошок. Особливим своїм досягненням члени клубу вважають виконання проекту по установці в Одесі пам'ятника видатному одеситу — письменнику Ісаку Бабелю, включаючи збір коштів на його спорудження.
Відкриттям 2019 року була виставка творів видатного одеського художника Аристарха Кобцева, які не виставлялись більше 100 років..
Клуб має споріднені клуби одеситів в багатьох країнах світу, з якими проводиться постійна взаємодія.

### Друковані видання клубу
З моменту свого заснування в 1990 році клуб випускає газету «Всесвітні одеські новини», з 1997 року — щомісячний гумористичний журнал «Фонтан». З 2000 року виходить літературно-художній альманах «Дерибасівська — Рішельєвська». При сприянні Клубу було випущена значна кількість творів — твори Віри Інбер, Анатолія Фіолетова, Юрія Олеші, Юрія Михайлика, Давида Макарєвського, «Венок Мандельштаму», трьохтомник Володимира Жаботинського, збірник ранніх віршів Семена Кірсанова, «Конармия» Бабеля з ілюстраціями Е. Ладижинського. У 2002 році був створений сайт Клубу, на якому розміщені колекції книг про Одесу, а також написані одеситами твори й відеоматеріали. Всесвітній клуб одеситів, співпрацюючи зі студією «Нульовий кілометр» випустив електронний біографічний довідник «Вони залишили слід в історії Одеси»..